# Jonathan Davies (rugbista 1988)
Jonathan James Vaughan Davies (Solihull, 5 aprile 1988) è un rugbista a 15 britannico, internazionale per il Galles, tre quarti centro degli Scarlets in Pro14.

## Biografia
Nato in Inghilterra a Solihull, ma cresciuto in Galles a Bancyfelin in Carmarthenshire, iniziò a giocare a scuola come mediano d'apertura, ma il suo insegnante lo spostò a tre quarti centro perché riteneva il suo fisico più adatto a tale ruolo; quella fu la posizione in campo che da allora assunse.
Entrato nelle giovanili del Llanelli, con tale squadra esordì nel 2006 in prima divisione gallese, e già l'anno successivo fu in Celtic League con la franchise regionale degli Scarlets.
Esordì in Nazionale gallese nel 2009 a Toronto contro il Canada e disputò il suo primo Sei Nazioni nel 2011, facendo parte della squadra che vinse le edizioni 2012 (con il Grande Slam) e 2013; fu anche presente alla Coppa del Mondo di rugby 2011 dove il Galles giunse fino al quarto posto finale.
Prese inoltre parte al tour dei British Lions del 2013 in Australia, scendendo in campo in tutti i tre test match contro gli Wallabies nella serie vinta 2-1 dalla selezione interbritannica.
Nel 2014 firmò un contratto biennale con i francesi del Clermont; durante un incontro nel finale di campionato con Montpellier si ruppe il legamento crociato anteriore di un ginocchio e i tempi di recupero, dai sei agli otto mesi, gli resero impossibile essere convocato per la Coppa del Mondo di rugby 2015 in Inghilterra.
Due anni più tardi, tuttavia, fu di nuovo convocato nei British Lions per il loro tour in Nuova Zelanda; Davies scese in campo in tutti i tre incontri della serie contro gli All Blacks, che finì senza vincitori, con una vittoria per parte e un pareggio nell'ultimo incontro.

## Palmarès
- Pro12: 1
Scarlets: 2016-17